# Os Sete (Enid Blyton)
Os Sete (The Secret Seven, na versão original) é uma colecção de livros de aventura escritos pela escritora inglesa Enid Blyton.
O 'clube' de pequenos detectives é composto pelo líder da sociedade Pedro (Peter, no original), a irmã de Pedro, Joaninha (Janet), Jaime (Jack), Bárbara (Barbara), Jorge (George), Paulina (Pam) e Carlos (Colin). 
Ao contrário de outras colecções de Enid Blyton, esta colecção ocorre durante o período escolar porque as personagens frequentam a escola.
Esta colecção é composta por 15 volumes publicados de 1947 até 1963.

## Títulos
1. O Clube dos Sete - no original The Secret Seven (1949).
2. A Primeira Aventura dos Sete - no original Secret Seven Adventure (1950).
3. Os Sete e a Marca Vermelha - no original Well Done Secret Seven (1951)
4. Os Sete e os Seus Rivais - no original Secret Seven on the Trail (1952)
5. Os Sete e os Cães Roubados - no original Go Ahead Secret Seven (1953)
6. Bravo, Valentes Sete! - no original Good Work Secret Seven (1954)
7. Os Sete Levam a Melhor - no original Secret Seven Win Through (1955)
8. Três Vivas aos Sete - no original Three Cheers Secret Seven (1956)
9. O Mistério dos Sete - no original Secret Seven Mystery (1957)
10. Os Sete e o Violino Roubado - no original Puzzle for the Secret Seven (1958)
11. Os Sete e o Fogo de Vista - no original Secret Seven Fireworks (1959)
12. Os Sete e o Telescópio - no original Good Old Secret Seven (1960)
13. Roubaram o Toy aos Sete (2014)- no original Shock for the Secret Seven (1961)
14. Os Sete e as Medalhas do General - no original Look Out Secret Seven  (1962)
15. Os Sete Salvam o Cavalo - no original Fun for the Secret Seven (1963)